# التطعيم ضد فيروس كورونا في المغرب
اللقاح ضد كوفيد-19 في المغرب هو حملة تحصين مستمرة ضد فيروس كورونا 2 (SARS-CoV-2)، الفيروس المسبب لمرض فيروس كورونا 2019، تصدّيا للوباء المستمر في البلاد.
وافقت وزارة الصحة على لقاحات كوفيد-19 التالية: لقاح أكسفورد–آسترازينيكا، ولقاح سبوتنيك في وسينوفارم.
في 28 يناير 2021، أطلق المغرب حملة لقاح كوفيد-19، بعد أسبوع من استلام أول شحنة من لقاح آسترازينيكا وسينوفارم.
و ابتداء من يوم الخميس 21 أكتوبر 2021 اعتمد المغرب جواز التلقيح كوثيقة ضرورية لولوج المقرات الحكومية والعمومية.

## تاريخ

### الجدول الزمني

#### يناير 2021
في يناير 2021، صادق المغرب على لقاح أكسفورد–آسترازينيكا وسينوفارم الصيني.

## اللقاحات
تلقى المغرب 7 ملايين لقاح من نوع آسترازينيكا، و 16.5 مليون لقاح من نوع سينوفارم.
| اللقاح      | الموافقة     | تاريخ اعتماده |          | الجرعات المطلوبة |
| سينوفارم    | نعم          | 28 يناير 2021 | 45 مليون |                  |
| آسترازينيكا | 6 يناير 2021 | 28 يناير 2021 | 20 مليون |                  |
| سبوتنيك في  | 10 مارس 2021 |               | –        |                  |

| اللقاح   | النوع (التكنولوجيا) | المرحلة الأولى | المرحلة الثانية | المرحلة الثالثة |
| -------- | ------------------- | -------------- | --------------- | --------------- |
| سينوفارم | معطل                | مكتمل          | مكتمل           | مكتمل           |

## التقدم
التلقيحات التراكمية في المغرب

## مجموعات التطعيم ذات الأولوية
تستهدف حملة التطعيم في المقام الأول العاملين الصحيين وقوات الأمن والأشخاص الذين تزيد أعمارهم عن 75 عامًا، وفقًا للسلطات المغربية.